# Einheitswissenschaft
Einheitswissenschaft war eine von Rudolf Carnap, Otto Neurath, Charles W. Morris, Hans Hahn, Philipp Frank und Jørgen Jørgensen von 1933 an edierte Schriftenreihe des Logischen Empirismus (Neupositivismus). Ziel war es, eine einheitliche Sichtweise der Wissenschaft zu fördern. Die Schriftenreihe wurde 1939 wegen des Zweiten Weltkrieges eingestellt. Im englischsprachigen Raum erschien die International Encyclopedia of Unified Science als Nachfolgeprojekt.
Erschienene Schriften sind:
- Hans Hahn: Logik, Mathematik und Naturerkennen. 1933
- Otto Neurath: Einheitswissenschaft und Psychologie. 1933
- Rudolf Carnap: Die Aufgabe der Wissenschaftlogik. 1934
- Philipp Frank: Das Ende der mechanistischen Physik. 1935
- Otto Neurath: Was bedeutet rationale Wirtschaftsbetrachtung. 1935
- Otto Neurath, E. Brunswik, C. Hull, G. Mannoury, J. Woodger: Zur Enzyklopädie der Einheitswissenschaft. Vorträge. 1938
- Richard von Mises: Ernst Mach und die empiristische Wissenschaftsauffassung. 1939

## Ausgaben
Englisch:
- Brian McGuinness (Hrsg.): Unified science. The Vienna monograph series, originally edited by Otto Neurath, now in an English edition. Reidel, Dordrecht 1987, ISBN 90-277-2484-9